# Мотлава
Мотла́ва (пол. Motława; в верховье — Шпенга́ва, пол. Szpęgawa) — река в Польше, левый приток Мартва-Выслы в дельте Вислы, протекает по территории Старогардского, Тчевского и Гданьского поветов и Гданьска в Поморском воеводстве на севере страны.
Длина — 64,7 км, площадь водосборного бассейна — 1,5 тыс. км². Средний расход воды в устье — 2 м³/с.
Мотлава вытекает из озера Шпенгавске, протекает через озеро Рокицкое, в Гданьске в реку впадает Радуня. Устье Мотлавы — Мартва-Висла, протока Вислы.
Название реки имеет прусское происхождение, немецкое название — Моттлау, кашубское — Гданя (родственное Гданьску и Гдыне).
Крупнейший город на реке — Гданьск, крупнейший приток — Радуня.